# Рутенийдиалюминий
Рутенийдиалюминий — бинарное неорганическое соединение
рутения и алюминия
с формулой Al2Ru,
кристаллы.

## Получение
- Сплавление стехиометрических количеств чистых веществ:

{\displaystyle {\mathsf {2Al+Ru\ {\xrightarrow {1100^{o}C}}\ Al_{2}Ru}}}

## Физические свойства
Рутенийдиалюминий образует кристаллы
тетрагональной сингонии, пространственная группа I 4/mmm, параметры ячейки a = 0,446 нм, c = 0,656 нм, Z = 2,
структура типа карбида кальция CaC2
.
Соединение образуется по перитектической реакции при температуре 1100°C .